# Andrea Appiani

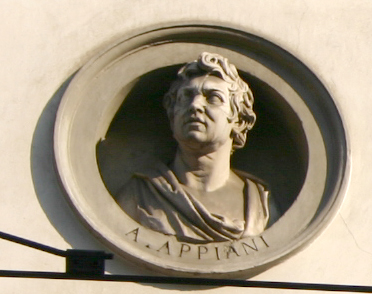
Stenporträtt av Andrea Appiani

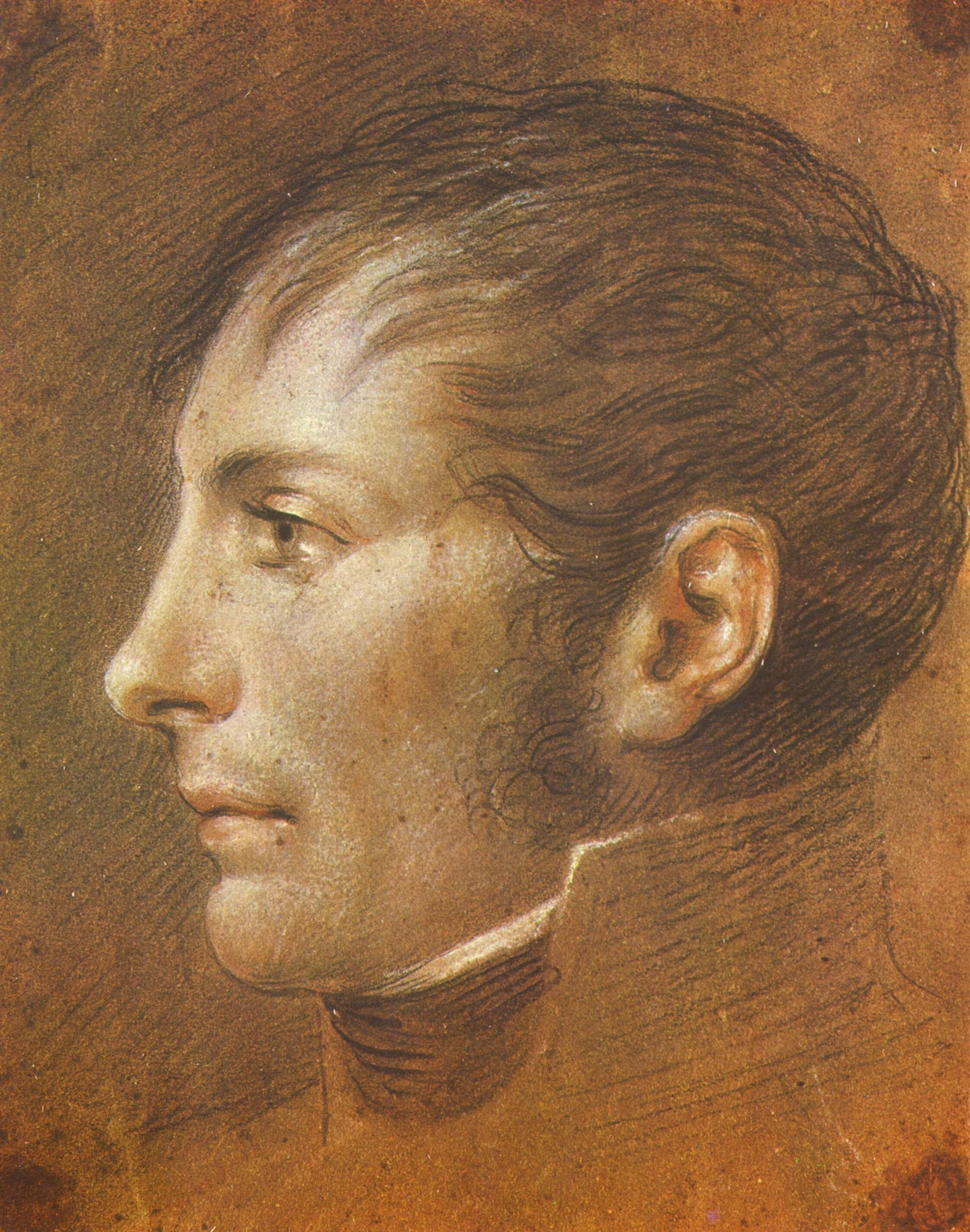
Eugène de Beauharnais, porträtterad av Appiani, 1800.

Andrea Appiani, född 23 maj 1754, död 8 november 1817, var en italiensk konstnär.
Andrea Appiani, även kallad "gratiernas målare" var Napoleon I:s hovmålare, och utförde religiösa och mytologiska fresker i Rafaels stil i kyrkor och palats i Milano och Monza, samt även porträtt av nästan samtliga medlemmar av den Bonaparteska familjen.